# Svartvattnet, Bohuslän
Svartvattnet är en sjö i Uddevalla kommun i Bohuslän och ingår i Bäveån-Örekilsälvens kustområde. Sjön är 3 meter djup, har en yta på 0,007 kvadratkilometer och befinner sig 130 meter över havet.